# Stinga morrisoni
Stinga morrisoni är en fjärilsart som beskrevs av Edwards 1878. Stinga morrisoni ingår i släktet Stinga och familjen tjockhuvuden. Inga underarter finns listade i Catalogue of Life.